# Acétabulaire (biologie)
Pour les articles homonymes, voir Acétabulaire.
Genre
Les acétabulaires (genre Acetabularia) sont des algues vertes unicellulaires.

## Description
Leur croissance débute par une cellule minuscule qui se fixe sur un rocher mais aussi sur des substrats comme des cordes ou d'autres algues. Elle utilise pour cela  un petit filament qui se développe verticalement formant un axe (pédicule) de quelques centimètres. Celui-ci se terminera par un chapeau qui contient des sacs assurant la reproduction de l'algue. Durant l'hiver, seule la partie basale du végétal subsiste - celle contenant le noyau. Elle régénère le pédicule et le chapeau au printemps suivant. La taille moyenne de cette unique cellule est d'environ 10 centimètres.

## Répartition et habitat
On les rencontre dans les zones rocheuses peu profondes. 
Certaines espèces d'acétabulaires actuelles existaient déjà pendant le Crétacé.

## Noms et dénominations
En anglais, on peut parfois voir la dénomination Mermaid's cup soit "tasse de sirène". En allemand elle est communément appelée Schirmchenalge, signifiant "algue parapluie". Parallèlement, elle est aussi connue sous le nom "ombrelle de mer" en français.

## Liste d'espèces
Selon AlgaeBase (29 avril 2013) et World Register of Marine Species (29 avril 2013) :
- Acetabularia acetabulum (Linnaeus) P.C.Silva (espèce type) - syn.: Acetabularia mediterranea J.V.Lamouroux, nom. illeg.
- Acetabularia caliculus J.V.Lamouroux
- Acetabularia crenulata J.V.Lamouroux
- Acetabularia dentata Solms-Laubach
- Acetabularia farlowii Solms-Laubach
- Acetabularia haemmerlingii H.G.Schweiger & Berger
- Acetabularia kilneri J.Agardh
- Acetabularia major G.Martens
- Acetabularia myriospora A.B.Joly & Cordeiro-Marina
- Acetabularia peniculus (R.Brown ex Turner) Solms-Laubach
- Acetabularia ryukyuensis Okamura & Yamada
- Acetabularia schenckii K.Möbius
- Acetabularia toxasii Troño, Santiago & Ganzon-Fortes

Selon ITIS (29 avril 2013) :
- Acetabularia acetabulum (Linnaeus) Silva
- Acetabularia clavata Yamada
- Acetabularia crenulata
- Acetabularia dentata Solms-laubach
- Acetabularia exigua Solms-laubach
- Acetabularia kilneri J. Ag.
- Acetabularia moebii
- Acetabularia myriospora
- Acetabularia penicillus (R. Br.) J. Ag.
- Acetabularia polyphysoides
- Acetabularia shenckii Mobius

## Images

Cycle de vie de Acetabularia